# Бригадный генерал (США)
Бригадный генерал (англ. brigadier general) — воинское звание в Вооружённых силах США, использующееся в таких родах войск, как Армия США, Корпус морской пехоты США, Военно-воздушные силы США и Космические силы США. В принятой в англоязычных странах системе звёздных генералов (т.е. системе именования генералов по количеству звёзд на погонах) это звание также известно под названием «однозвёздный генерал» (англ. one-star general officer).
Бригадный генерал находится по рангу выше полковника и ниже генерал-майора. Кодовое обозначение звания генерал-майора в странах НАТО — OF-6, в системе денежного довольствия Вооружённых сил США — O-7. Звание эквивалентно так называемому «младшему контр-адмиралу» (англ. rear admiral (lower half)) ВМС США. В разных родах войск оно обозначается по-разному: BG в Армии США, BGen в Корпусе морской пехоты и Brig Gen в ВВС и Космических силах.
В Гражданском воздушном патруле «бригадным генералом» называют заместителя командующего патрулём и некоторых предыдущих командующих.

## История
- Флаг бригадного генерала Армии США. Красный фон флага используется всегда, за исключением медицинского управления[англ.] (бордовый цвет) и корпуса капелланов[англ.] (пурпурный цвет)
- Флаг бригадного генерала Корпуса морской пехоты США
- Флаг бригадного генерала Военно-воздушных сил США
- Флаг бригадного генерала Космических сил США

Звание бригадного генерала существовало ещё в Континентальной армии с момента её появления в июне 1775 года. Чтобы не допускать путаницы между командующими офицерами, 14 июля 1775 года командование армии издало приказ, в соответствии с которыми каждый бригадный генерал должен носить розовую ленту через плечо. 17 июня 1780 года новым приказом бригадным генералам полагалось носить на эполетах по одной серебряной звезде. Первоначально к бригадным генералам относились только офицеры-командиры пехотных бригад, однако в течение XIX и XX веков обязанности обладателей этих воинских званий значительно расширились.
С 16 марта 1802 по 11 января 1812 года в американской армии отсутствовало звание генерал-майора, и именно бригадный генерал был высшим воинским званием. Однако в ходе англо-американской войны звание генерал-майора вернули в связи с расширившимся генеральным штабом американской армии. Традиционно знаком различия бригадного генерала считается одна серебряная звезда на погонах или петлицах, которая не претерпела изменений во внешнем виде за два века.
С момента американо-мексиканской войны бригадой, входящей в состав какой-либо дивизии, командует не бригадный генерал, а полковник (например, полковник командовал 1-й бригадой 94-й пехотной дивизии, она же 187-я пехотная бригада). Редкими исключениями были отдельные бригады, которыми могли командовать именно бригадные генералы (например, та же 187-я пехотная бригада, которой во время Корейской войны командовал имевший звание бригадного генерала Уильям Уэстморленд).
В наши дни бригадные генералы Армии США и Корпуса морской пехоты США занимают должности заместителя командира соответствующей дивизии или иного формирования, эквивалентного дивизии, и помогают ему заниматься вопросами планирования и координирования выполнения боевых миссий. Бригадный генерал КМП может командовать экспедиционной бригадй КМП или тактической группировкой наземных сил и авиации среднего размера (до 20 тысяч человек). Бригадный генерал ВВС США либо командует крупным крылом, либо занимает должность заместителя командующего воздушной армией. Также бригадные генералы могут служить на руководящих или штабных должностях в крупных воинских организациях.

## Ограничения по количеству
- Погоны бригадного генерала Армии США
- Погоны бригадного генерала Корпуса морской пехоты США
- Погоны бригадного генерала Военно-воздушных сил США
- Погоны бригадного генерала Космических сил США

Согласно законам США, одновременное количество действующих генералов ограничено. Для бригадных генералов эти цифры составляют не более 218 человек на Армию, не более 62 для Корпуса морской пехоты, не более 170 для ВВС и не более 21 для Космических сил. Максимальная численность генералов может быть повышена президентом или министром обороны для одной из ветвей при условии соответствующего сокращения в другой ветви. Некоторые из подобных генеральских слотов зарезервированы статутом.

## Продвижение по службе и сроки службы
Офицеры, имеющие формальное право на повышение в звании до бригадного генерала, отбираются специальным советом, состоящим из генералов соответствующего рода войск. Совет составляет список офицеров, которых представляет к повышению в звании, и отправляет этот список соответствующему министру рода войск и Объединённому комитету начальников штабов на рассмотрение, после чего тот через министра обороны уходит к Президенту США. Офицеров, которые должны получить воинское звание, Президент выбирает по совету министра обороны, министров родов войск и, если необходимо, начальника штаба рода войск или командующего родом войск. Президент может включить в список тех, кому полагается присвоение звания, офицера, не упомянутого в списке, если присвоение осуществляется в интересах нации, но это является исключением из правил. После выбора президентом соответствующих офицеров соответствующее одобрение должен дать Сенат. Как только одобрение получено, офицер повышается в звании, и ему присуждаются все соответствующие полномочия.

## Отставка
Для бригадного генерала нет возможности уйти в отставку по собственному желанию. Каждый бригадный генерал обязательно должен уйти в отставку, прослужив либо 5 лет в данном звании, либо 30 лет в рядах Вооружённых сил, если только его не повысят в воинском звании, что позволит ему продолжить службу. В то же время после исполнения 64 лет любой генерал в течение месяца должен будет уйти в отставку.
Министр обороны США может отсрочить отставку генерала до наступления последнему 66 лет, а президент США — до наступления 68 лет. Количество генеральских должностей ограничено, поэтому один бригадный генерал должен будет уйти в отставку, чтобы другой офицер получил звание бригадного генерала. В связи с этим многие генералы и адмиралы уходят в отставку по достижении предельного возраста, чтобы не препятствовать карьерному росту других офицеров.